# Federico III de Wied-Runkel
Federico III de  Wied (16 de noviembre de 1618 en Neuenhof, † 3 de mayo de 1698 en Neuwied) fue el conde reinante del condado de Wied y fundador de la ciudad de Neuwied. Como uno de los primeros soberanos del imperio, confió en la libertad de culto como un medio de política de población.

## Origen
Federico III provenía de la familia comprobada desde el siglo XII de los condes de Wied, que pertenecía desde 1564 a la Iglesia Reformada. Como Conde Imperial tenía un asiento en la Residencia de los Condes del Bajo Renania del Norte-Westfalia y pertenecía a la Asociación Wetterau de Condes Imperiales. El contrato de herencia familiar de los años 1595 y 1613 preveía un "Stammverein", que dividía el área de la regla wiedische en un condado superior y otro inferior. Las residencias del Obergrafschaft fueron Dierdorf y Runkel , los condados inferiores inicialmente los castillos Wied y Braunsberg y desde mediados del siglo XVII, el recién fundado Neuwied.

## Biografía
Friedrich era el hijo mayor de Hermann II von Wied (1581-1631), quien gobernó desde 1613 hasta 1631 el condado superior de Wied. Su madre fue Juliana Dorothea Elisabeth para Solms-Hohensolms (1592-1649). Su nacimiento tuvo lugar durante el viaje de regreso de sus padres de Westfalia a Dierdorf. Esto más tarde condujo a la confusión sobre el lugar de nacimiento del futuro conde. Para la declaración contemporánea "En la montaña a Syeburgh en la nueva granja" se adopta en la literatura reciente "Neuenhof" cerca del Westerwalddorf Kircheib . La literatura más antigua, sin embargo, comienza en "Seeburg" cerca de Dreifelden .

### Adhesión y el cambio de dominio
Friedrich inicialmente creció en el reformado Dillenburger Hof . [1] [2] [3] El 13 de octubre, 1631, sin embargo, su padre murió cuando Frederick menores de 13 años de edad. Inicialmente, su madre se hizo cargo del gobierno de tutela. En 1634, Federico III. incluso el gobierno del condado superior.
El condado inferior había sido gobernado desde 1613 por el tío de Friedrich, Johann Wilhelm. Debido a la agitación de la Guerra de los Treinta Años , huyó a Maguncia, donde murió en 1633. [4] Además de su hijo, Philipp Ludwig II ya en 1638 falleció. Sin un heredero varón, el condado de Baja era el club regulares Wiedischen de Federico III de la normativa. aproximadamente. El Condado Superior, ahora a su vez de su hermano menor Moritz Christian (1620-1653) de. [2] [5]

### Boda y disputa sobre Haus Braunsberg
El 20 de marzo de 1639 Friedrich se casó con Maria Juliana, de dos años, de Leiningen-Westerburg (1616-1657), viuda del conde Philipp Ludwig con Leiningen-Westerburg. Su dote fue tan bien como la presentada por Frederick en torno a 10,000 florines . Después de que el contrato de matrimonio fue para Wittum, una pensión de 1,000 florines y una pensión natural acordada y determinada como Wittumssitz Schloss Braunsberg. [6]
Friedrich vivía con su familia todavía joven en la "Haus Braunsberg" al lado del castillo del mismo nombre . Esto fue llamado por la antigua costumbre como "castillo", pero en ese momento ya no era habitable. La viuda, el conde Johann Wilhelm, la tía de Friedrich, Magdalena (1577-1657) y su hija Johanna Walpurgis, hermana de los dos condes anteriores de los condados inferiores ( Johann Wilhelm y Philipp Ludwig ), reclamaron la propiedad del asiento ancestral de los condes de Wied y Wied . La disputa duró hasta la muerte de Johanna Walpurgis en 1672. [2] [6]

### Fundación de Neuwied y tolerancia religiosa
En la década de 1640, aún durante la Guerra de los Treinta Años , Friedrich pensó en construir una nueva residencia en el Rin. Hubo varias razones para esto: la sede existente durante aproximadamente 500 años, el castillo Wied, hoy Altwied, se mantuvo alejado de su tía Magdalena, y el Rin como una importante vía fluvial prometió una mejora económica de su propia situación y la de él debido a la guerra condado muy endeudado. La fijación de la estrecha wiedischen acceso Rhein a la que los kurtrierischen áreas ( Engers , desde 1371; Irlich , desde 1652; Leutendorf desde 1263) [4]era probable que desempeñaran un papel en el pensamiento de Friedrich. En la orilla derecha del Rin solo los dos pueblos Fahr y Langendorf pertenecían al condado.
Por lo tanto, Friedrich ordenó en 1645 la construcción del nombre del castillo de Friedrichstein por Fahr y en 1648 una casa fortificada cerca de la desembocadura del estuario en el lugar desierto de la guerra Langendorf. Esta casa "Newen Wiedt", que luego fue reemplazada por el castillo de hoy, fue el núcleo de la nueva residencia real. Friedrich aplicó al emperador Fernando III. que fue otorgado por el emperador Carlos IV en 1357 para el pueblo de Nordhofen , pero nunca usó los derechos de la ciudad para "Neuenwied" para transferir. Esta transferencia de la ley de la ciudad tuvo lugar el 26 de agosto de 1653 [1] [2] . Por lo tanto, este día se considera la fecha de fundación de Neuwied.
Al principio, los ministros y sirvientes de Neuwied vivían en la zona. Con el fin de acelerar el crecimiento de la joven ciudad, Frederick emitió en 1662 un privilegio de ciudad, que preveía un programa de Peuplierungs muy moderno para su época. Como punto principal, garantizó a los ciudadanos el libre ejercicio de la religión en sus hogares, así como la libertad del trabajo forzado y la servidumbre . [7] Los recién llegados también recibieron un sitio de construcción gratuito y no tuvieron que pagar ningún impuesto durante los primeros diez años. La ciudadanía recibió el derecho a un magistradotan pronto como se haya alcanzado un número suficiente de habitantes. Este fue el caso en 1679, por lo que el alcalde del conde fue reemplazado el 1 de enero de 1680 por un alcalde electo. Uno de los primeros líderes de la ciudad de Neuwied es el hugonote Jean de Sevres. Cuando Friedrich murió en 1698, Neuwied había crecido a unas 180 casas. [5]
El privilegio fue confirmado el 4 de septiembre de 1663 por la Corte Imperial Imperial . Sus regulaciones eran, sin embargo, únicamente para la población de la ciudad. Los restantes súbditos wiedischen todavía eran siervos atendidos por diez y más años y pertenecían a la Iglesia Reformada . [1] [2]

### Pelea de Braunsberger
Al mismo tiempo que se fundó la ciudad, Federico tuvo que pagar las deudas de guerra. Sus súbditos rurales estaban sujetos a impuestos especiales excesivos y servicios marginales, y pueblos enteros se negaron a hacerlo. Los campesinos se volvieron en 1660 a los señores señores reinantes , el elector del Palatinado Karl Ludwig . Esto envió 450 soldados y ocupó el castillo Braunsberg. Friedrich había huido al kurkölnische Andernach y había llegado a 1.500 soldados de Kurkölnische enviados al desalojo de Kurpfälzer . El 19 de diciembre de 1660, los soldados de Kurkölnische conquistaron Burg Braunsberg. Dos hombres de Selters estaban en Anhausen.ejecutado por un intento de asesinato en Friedrich am Galgen. 1663 Synodschöffen reconoció las condiciones de Frederick , incluyendo 52 días Fronarbeit por año para permitir el uso forestal de los agricultores. [1] [2] [6]

### Sucesión
En 1675 Frederick tenía altas deudas, al mismo tiempo hubo varias disputas en la familia. Frederick intentó vender su condado al emperador por 250,000 florines para comprar nuevas tierras con este dinero en América del Sur. [1] [2] [4]
Probablemente, estas intenciones de ventas fueron la primera ocasión para una disputa prolongada con su hijo mayor Georg Hermann Reinhard (1640-1690), lo que llevó a una queja ante el Reichshofrat imperial y la desheredación de su hijo.
En 1685, el conde Friedrich concluyó un acuerdo de compra hereditaria con el Landgrave de Hesse-Kassel , que inicialmente condujo a una relación protectora entre Hesse y Kassel y Neuwied y el área circundante después de que la muerte de Friedrich quedara bajo la soberanía de Hesse-Kassel. Georg Hermann Reinhard se quejó al Reichshofrat debido a sus reclamos de sucesión, lo que llevó a la cancelación del contrato con Hesse-Kassel. [1] [4]
Después de su testamento del 29 de junio de 1688, Frederick quería heredar su condado, sus hijos Georg Hermann Reinhard (tenía 48 años) y Friedrich Wilhelm (cuatro años). Después de una disputa reciente, Frederick disfrazó a su hijo mayor el 24 de marzo de 1690. Georg Hermann Reinhard murió el 7 de junio del mismo año. [4]
En comparación con su sobrino Ludwig Friedrich Wied , conde de Wied-Runkel (1656-1709), Friedrich adquirió 1691 también el Condado Superior, que, sin embargo, el 27 de agosto de 1692 su nieto Maximilian Heinrich (1681-1706); segundo hijo mayor de Georg Hermann Reinhard, primero bajo tutela, transferido. [2]
En octubre de 1693, el conde Friedrich zu Wied renunció al gobierno del condado inferior con su esposa Conradine Luise debido a su vejez. Se reservaron una recaudación de dinero, cerradura y patio Braunsberg y el patio hermosas cuentas (con piedras en el Westerwald) antes. [2] [6]
El 13 de diciembre de 1694, Frederick entregó a su hijo de casi diez años, Friedrich Wilhelm (1684-1737) en la tutela del conde August zur Lippe y transfirió a Frederick William o, por ahora, su tutor, al gobierno de Niedergrafschaft Wied. [6]
Friedrich murió el 3 de mayo de 1698 en Neuwied (según otras fuentes en Hof Braunsberg), su cuerpo fue enterrado el 21 de junio de 1698 en la Iglesia Reformada de Neuwied y 1876 fue enterrado de nuevo en una cripta en el edificio sucesor, el actual Marktkirche . [1] [2]

## Familia
Extracto de la tabla familiar: 

### Hermanos
- Walburgis Magdalena (1614-1674), se convirtió en católica, sordera en la Abadía de Herford
- Johannette Maria (1615-1715); ⚭ alrededor de 1650 Ludwig Albert de Sayn-Wittgenstein-Neumagen
- Anna Sophia (1616-1694), c. 1640 Gustav Gustavson , conde de Wasaburg (hijo del rey sueco)
- Amöna Amalia (1618-1680), ⚭ 1641 Ludwig Christoph, Conde de Solms-Lich
- Moriz Christian a Wied-Runkel (1620-1668), de 1640 a 1653 gobernante conde del condado superior, ⚭ 1642 Katharina Juliana de Hanau-Münzenberg
- Hermann (1621-1651)
- Johann Ernst zu Wied-Runkel (1623-1664, también llamado Hans Ernst), desde 1653 hasta 1664 Conde reinante del Condado Superior, ⚭ 1652 Hedwig Eleonore von Eberstein-Naugard
- Louise Juliane (1624-?), La comandante Tilly era su padrino
- Fernando Wilhelm Ludwig (1626-1633)
- Dorothea Sabina (1627-1633)
- Elisabeth Catharina (1628-1649), ⚭ 1649 Wilhelm Freiherr von Pallandt
- Wilhelm Ludwig (1630-1664)
- Sybilla Christiana (1631-1707), ⚭ 1651 Johann Ludwig, Conde de Leiningen-Westerburg

### Matrimonios

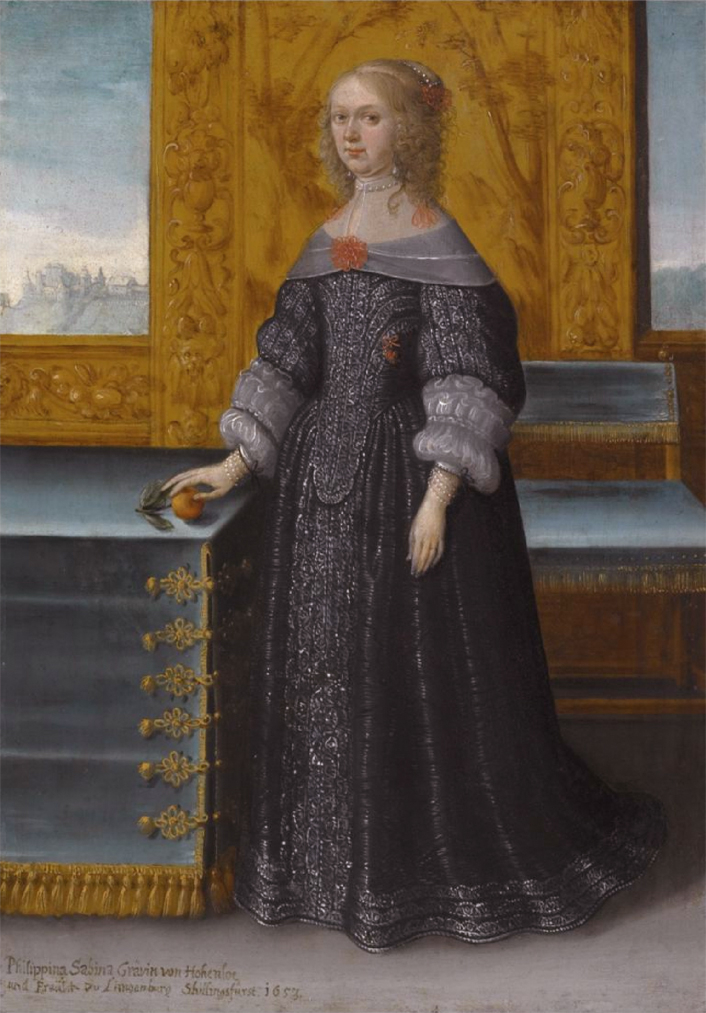
Condesa Filipina Sabina

- Primer matrimonio el 20 de marzo de 1639 con Maria Juliana de Leiningen-Westerburg (1616-1657), viuda del conde Philipp Ludwig con Leiningen-Westerburg, el matrimonio produjo 15 hijos
- Segundo matrimonio el 20 de octubre de 1663 con Philippina Sabina con Hohenlohe-Waldenburg-Schillingsfürst (1620-1681), el matrimonio permaneció sin hijos
- Tercer matrimonio el 12 de septiembre de 1683 con Maria Sabina con Solms-Hohensolms (1638-1685), el matrimonio produjo un hijo
- Cuarto matrimonio el 6 de junio de 1686 con Conradine Luise de Bentheim Tecklenburg (1647-1705), el matrimonio permaneció sin hijos

#### Hijos del primer matrimonio.
- Georg Hermann Reinhard (1640-1690) fue desheredado pero murió antes que su padre, Anna 1670 Anna Trajectina von Brederode , ⚭ 1676 Johanna Elisabeth von Leiningen-Westerburg ; su hijo, el conde Maximiliano Heinrich zu Wied-Runkel (1681-1706), donó la línea (más joven) Wied-Runkel
- Ferdinand Franz (1641-1670), convertido a la fe católica, fue canónigo de Colonia y Estrasburgo y murió cerca de Schlettstadt en un inexplicable accidente de caza.
- Friedrich Melchior (1642-1672), teniente coronel de Kurkölnischer , murió en Bonn como resultado de un duelo.
- Johann Ernst (1643-1664), murió en San Gotardo en la Cuarta Guerra Austriaca de los Turcos
- Franz Wilhelm (1644-1664), murió cerca de Viena , también durante la Guerra de Turquía.
- Carl Christoph (1646-1650)
- Juliane Ernestine (1647-1672), ⚭ 1670 Fernando a Innhausen y Knyphausen († 1699)
- Sibylla Christina (1650-1710), fue dama de la corte en 1676 con la emperatriz alemana, ⚭ 1694 con Hannibal von Heister
- Sophia Elisabeth (1651-1673), ⚭ 1669 con Georg Wilhelm zu Sayn-Wittgenstein-Berleburg
- Charlotte (1653-1653)
- Carl Ludwig (1654-1673)
- Ernestina (1654-1723), ⚭ después de 1672 con Albrecht Jobst von Eberswein
- Franziska Erdmanna (1655-1655)
- Sibylla Elisabeth (1657-1680) fue una dama de compañía con la emperatriz alemana en 1677.

#### Hijo del tercer matrimonio
- Friedrich Wilhelm zu Wied-Neuwied (1684-1737), se convirtió en el sucesor de Frederick en el Condado de Low, ⚭ 1704 Luise Charlotte de Dohna-Schlobitten ; Es considerado el fundador de la línea Wied-Neuwied.